# Sphinx drupiferarum
Sphinx drupiferarum is een vlinder uit de familie van de pijlstaarten (Sphingidae). De wetenschappelijke naam van de soort werd in 1797 gepubliceerd door James Edward Smith.

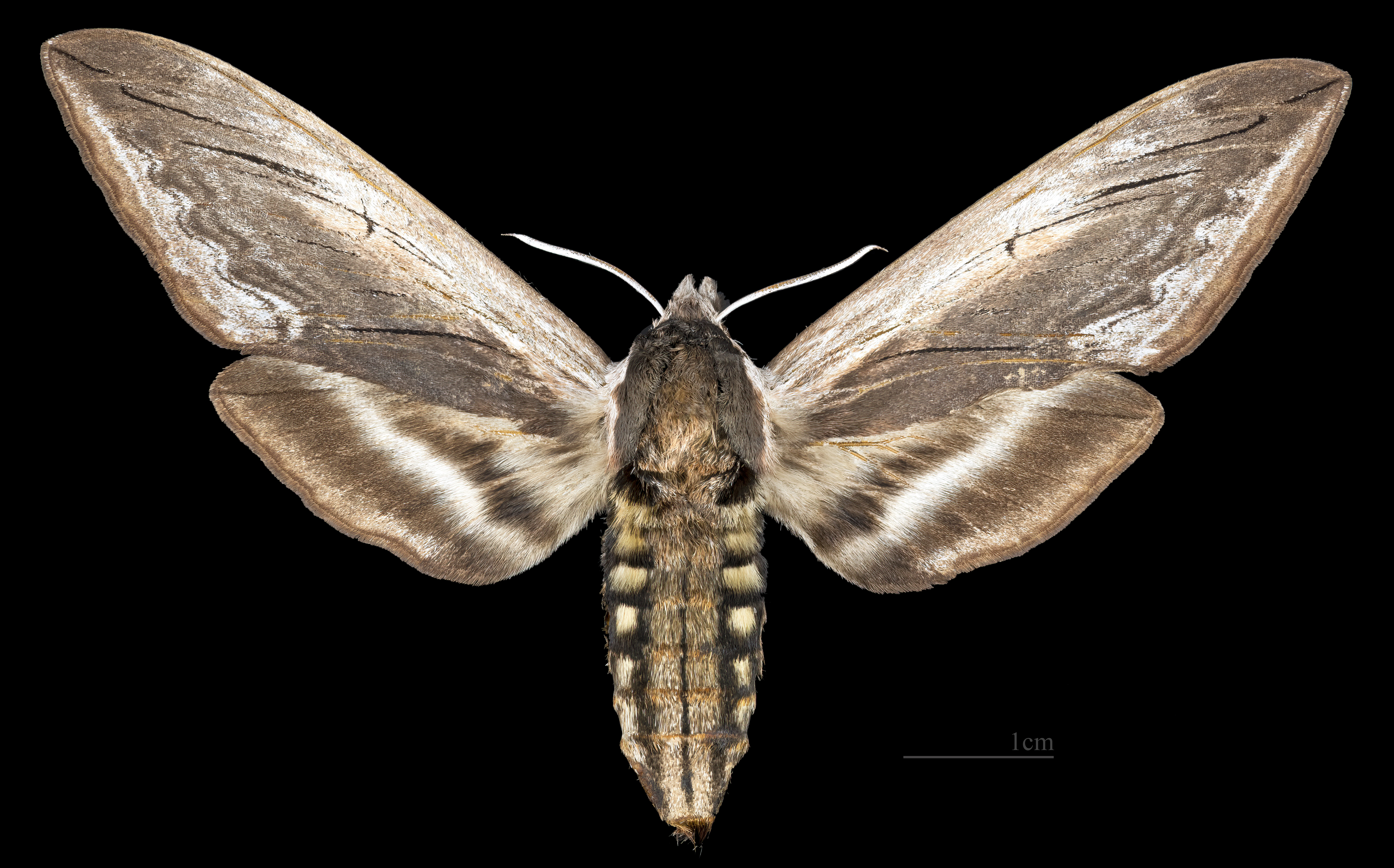
Sphinx drupiferarum ♀
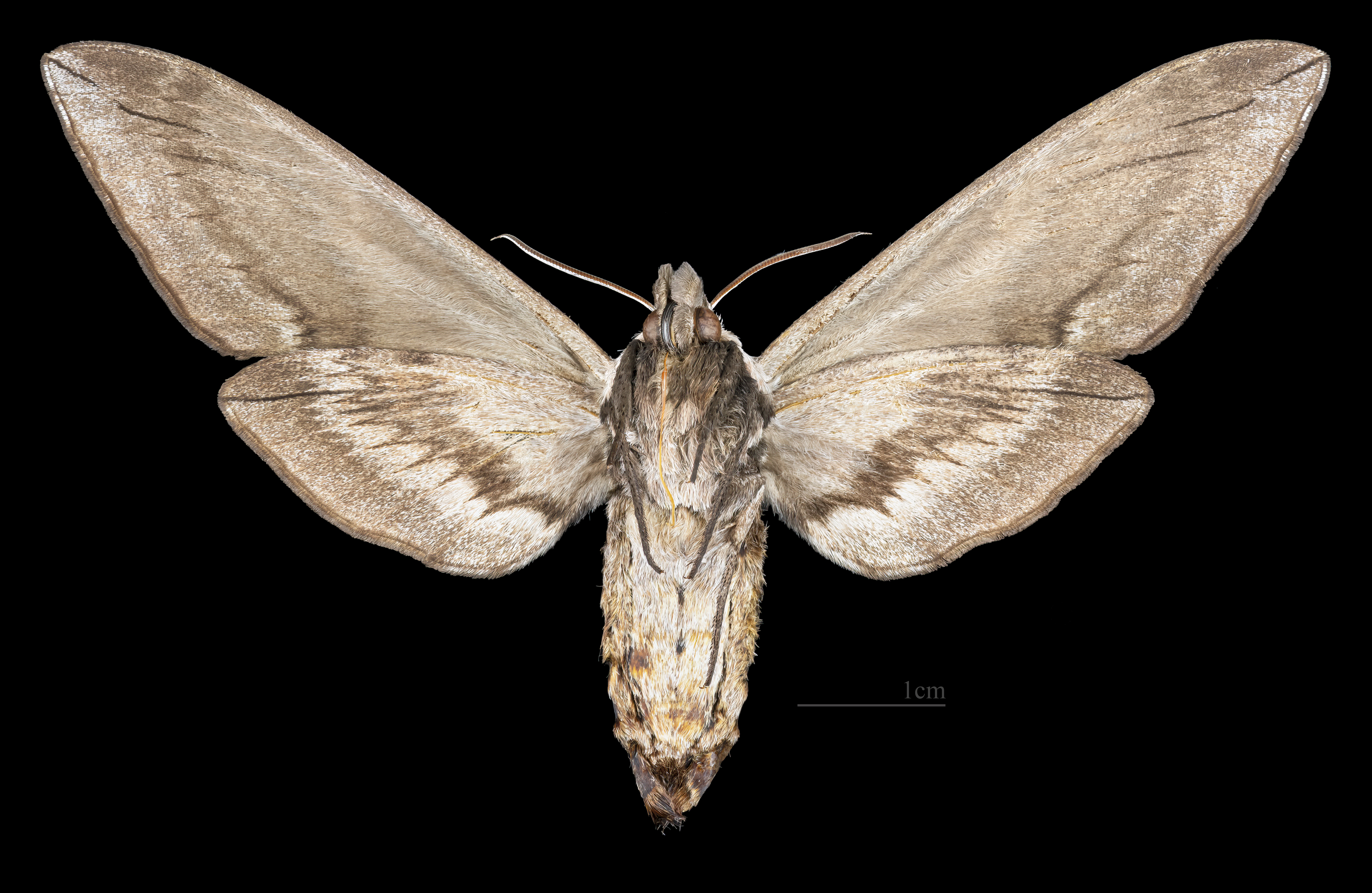
Sphinx drupiferarum  ♀ △